# Fashion 70s
Fashion 70s (패션 70s?, Paesyon 70sLR) è una serie televisiva sudcoreana trasmessa su SBS dal 23 maggio al 29 agosto 2005.

## Trama
Anni cinquanta. La giovane Joon-hee fa amicizia con la sua coetanea Kang-hee e con due ragazzi, Kim Dong-young, figlio di un generale militare, e Jang Bin, figlio di una stilista. Quando le forze nordcoreane invadono la loro città, le ragazze vengono separate dai loro genitori. La madre di Joon-hee muore in un'esplosione e suo marito, convinto di aver perso anche la figlia, adotta Kang-hee crescendola come propria. Joon-hee viene trovata in un orfanotrofio dalla madre di Kang-hee, che la prende con sé. Il trauma ha causato nella giovane un'amnesia, pertanto cresce ignara della propria identità sotto il nome di Deo-mi.
Diciotto anni dopo, ormai cresciuta, Deo-mi sogna di diventare una stilista, ma la vita sulla remota isola di Maenggoldo non glielo permette. Un giorno Dong-young, che ora lavora come collaboratore del presidente, giunge sull'isola e, nonostante non si riconoscano, lui e Deo-mi provano sin dall'inizio un'attrazione reciproca. Ben presto però egli è costretto a fare ritorno a Seul a causa del suo lavoro, e Deo-mi decide di raggiungerlo. Incontra così Jang Bin che, trasformatosi in un criminale, la aiuta a trasferirsi in città e si innamora di lei. Mentre cerca Dong-young, Deo-mi ritrova Kang-hee, che ha ora assunto il nome Joon-hee, lavora nella moda ed è anch'ella innamorata di Dong-young. Deo-mi e Joon-hee all'inizio diventano amiche, ma l'ambizione sul lavoro e la rivalità amorosa le trasformano l'una nella nemesi dell'altra, mentre il loro passato in comune pian piano riemerge.

## Personaggi
- Han Deo-mi/vera Go Joon-hee, interpretata da Lee Yo-won e Byun Joo-yeon (da giovane)
- Go Joon-hee/Han Kang-hee, interpretata da Kim Min-joung e Jung Min-ah (da giovane)
- Kim Dong-young, interpretato da Joo Jin-mo e Kim Young-chan (da giovane)
- Jang Bin, interpretato da Chun Jung-myung e Eun Won-jae (da giovane)
- Jang Bong-shil, interpretata da Lee Hye-young
- Lee Yang-ja, interpretata da Song Ok-sook
- Ha Yeon-kyung, interpretata da Hyun Young
- Kim Ho-seok, interpretato da Choi Il-hwa
- Go Chang-hee, interpretato da Jeon In-taek
- Bang Yook-sung, interpretato da Kim Byung-choon
- Pierre Bang, interpretato da Jo Gye-hyung
- Oh Sang-hee, interpretata da Jang Chae-won
- Detective Oh, interpretato da Kim Kwang-kyu

## Ascolti
| Episodio | AGB Nielsen                | AGB Nielsen         |
| Episodio | Area metropolitana di Seul | A livello nazionale |
| -------- | -------------------------- | ------------------- |
| 1        | 15,1%                      | 16,6%               |
| 2        | 16,2%                      | 18,6%               |
| 3        | 17,1%                      | 18,6%               |
| 4        | 18,1%                      | 19,1%               |
| 5        | 21,3%                      | 22,8%               |
| 6        | 22,0%                      | 23,8%               |
| 7        | 20,4%                      | 21,7%               |
| 8        | 20,3%                      | 21,7%               |
| 9        | –                          | 22,2%               |
| 10       | 21,1%                      | 22,2%               |
| 11       | 21,7%                      | 22,5%               |
| 12       | 24,0%                      | 24,8%               |
| 13       | 24,3%                      | 25,2%               |
| 14       | 24,3%                      | 25,3%               |
| 15       | 24,4%                      | 25,1%               |
| 16       | 24,8%                      | 25,5%               |
| 17       | 25,5%                      | 26,8%               |
| 18       | 23,0%                      | 23,7%               |
| 19       | 23,9%                      | 25,7%               |
| 20       | 24,0%                      | 24,8%               |
| 21       | 20,4%                      | 19,9%               |
| 22       | 24.3%                      | 25,0%               |
| 23       | 26,8%                      | 27,9%               |
| 24       | 28,2%                      | 30,1%               |
| 25       | 27,4%                      | 28,9%               |
| 26       | 29,1%                      | 31,3%               |
| 27       | 26,2%                      | 27,3%               |
| 28       | 26,7%                      | 29,9%               |

## Colonna sonora
1. Fashion 70s (패션 70)
2. Joon-hee Theme (준희 Theme)
3. Even Though My Heart Hurts (가슴 아파도) - Hwanhee
4. Love and Emotion (사랑과 감동)
5. You Don't Know (넌 모르지) - Bobby Kim
6. Deo-mi Theme (더미 Theme)
7. Piano of the Year (그 해의 피아노)
8. Shadow (그림자) - Hwayobi
9. Even Though My Heart Hurts... (가슴 아파도...) - Brian
10. Sorrow (슬픔)
11. Dong-young Theme (동영 Theme)
12. You, Me, and the Memories of Our Painful Love (너와 나 그리고 아픈 사랑의 추억) - Red Nine Blue
13. Weak Man (약한 남자)
14. Bin Theme (빈 Theme)
15. Nothing (아무것도 아냐)
16. Summer (여름)
17. Even Though My Heart Hurts... (가슴 아파도...) - Fly to the Sky

## Riconoscimenti
| Anno | Premio           | Categoria                                | Ricevente     | Risultato       |
| ---- | ---------------- | ---------------------------------------- | ------------- | --------------- |
| 2005 | SBS Drama Awards | Best Actress in a Special Planning Drama | Lee Yo-won    | Vincitore/trice |
| 2005 | SBS Drama Awards | Best Supporting Actress                  | Song Ok-sook  | Vincitore/trice |
| 2005 | SBS Drama Awards | Best Young Actress                       | Byun Joo-yeon | Vincitore/trice |